# Рамирес, Вирхиния
Вирхиния Рамирес Мерино (исп. Virginia Ramírez Merino; род. 22 мая 1964, Мадрид) — испанская хоккеистка на траве, полевой игрок. Олимпийская чемпионка 1992 года, бронзовый призёр чемпионата мира 1986 года.

## Биография
Вирхиния Рамирес родилась 22 мая 1964 года в испанском городе Мадрид.
В 1986 году в составе женской сборной Испании завоевала бронзовую медаль чемпионата мира в Амстелвене. Провела 7 матчей.
В 1990 году участвовала в чемпионате мира в Сиднее, где испанки заняли 5-е место.
В 1992 году вошла в состав женской сборной Испании по хоккею на траве на летних Олимпийских играх в Барселоне и завоевала золотую медаль. Играла в поле, провела 5 матчей, мячей не забивала.
В 1994 году выступала на чемпионате мира в Дублине, где испанки заняли 8-е место. Провела 7 матчей.